# George Payne Rainsford James
George Payne Rainsford James, född den 9 augusti 1799 i London, död den 9 juni 1860 i Venedig, var en engelsk romanförfattare.
James utnämndes av kung Vilhelm IV till historiograf samt blev 1852 konsul i Norfolk i Förenta staterna och 1858 generalkonsul i Venedig. Hans arbeten, som uppgår till 189 band, omfattar romaner – på sin tid mycket omtyckta och återgivna på de flesta språk –, berättelser och historiska skrifter. Hans förstlingsverk var Life of Edward the black prince  (om Svarte prinsen, 1822) och den historiska romanen Richelieu (om kardinal Richelieu, 1829). Sedan han blivit varmt uppmuntrad av Walter Scott, vars efterföljare han var, framträdde i rask följd Darnley (om lord Darnley, 1830; svensk översättning 1837), De l'Orme (1830; översättning 1839), History of chivalry (om riddarväsendet, 1830), Philip Augnstus (om Filip II August, 1831; "Filip August eller vapenbröderna", 1838), Henry Masterton (1832), Mary of Burgundy (om Maria av Burgund, 1834; "Maria af Burgund", 1835), The gipsy (1835; "Zigenaren", 1843), One in a thousand (1835; "En ibland tusende eller Henrik IV:s dagar", 1839), Life and times of Louis XIV (om Ludvig XIV, 1838), Lives of eminent foreign statesmen (1838–1840), The robber (samma år; "Röfvaren", 1841), Morley Ernstein (1842; svensk översättning 1844), History of the life of Richard Coeur de Lion (om Rikard Lejonhjärta 1841–1842), Aims and obstacles (1851) med flera, av vilka 1871 ett par översattes till svenska.